# Тис у санаторії «Гурзуфський»
Тис у санаторії «Гурзуфський». Обхват 3,10 м, висота 10 м, вік 1200 років. Один з найстаріших кримських тисів. Росте в Гурзуфі, Крим, в санаторії «Гурзуфський», недалеко від входу з боку набережної.